# Lauvsnes
Lauvsnes är en tätort som utgör centralort i Flatangers kommun i Trøndelag fylke i mellersta Norge.

## Översvämningen i januari 2006
I januari 2006 höll delar av orten på att bli förstörd efter en stor översvämning av Lauvsneselva, som annars är reglerad. Vattnet rann över dammen i Lauvsnesvatnet och flöt ner i floden. Ett hus åkte med vattnet ner i havet och två broar knäcktes. Vatten- och avloppsnät ödelades och stadshuset höll på att stryka med då husgrunden översvämmades av floden. Ett fåtal personer evakuerades från sina hem och TV rapporterade om händelserna i hela Norge.